# شبکه ورزش (تاجیکستان)
شبکهٔ ورزش تاجیکستان، شبکهٔ تلویزیونی دولتی و سراسری ورزشی در تاجیکستان است. این شبکه از ۱۱ اسفند ۱۳۹۴ در سراسر تاجیکستان به صورت ۲۴ ساعته در دسترس است. در کشورهای دیگر این شبکه در تلویزیون ماهواره‌ای یا اینترنت پخش دارد. همچنین برنامه‌های خود را از راه وب‌گاه خود به بینندگان نمایش می‌دهد. برنامه‌های این شبکه با کیفیت FHD پخش می‌شوند.
این شبکه حق پخش رده‌های مسابقات جهانی مانند بازی‌های المپیک تابستانی ۲۰۱۶، مسابقات قهرمانی فوتبال قاره‌ای و کشوری مانند لیگ برتر فوتبال انگلستان، لا لیگای اسپانیا و لیگ قهرمانان اروپا را دارد. زبان اصلی شبکه فارسی تاجیکی است و برخی از برنامه‌ها به زبان روسی پخش می‌شوند.
کل مخاطبان شبکه ورزش تاجیکستان ۲۰ میلیون نفر هستند. از این شمار ۹ میلیون نفر از تاجیکستان و بقیه از افغانستان، ازبکستان، ایران، روسیه، کشورهای اروپایی و ایالات متحده آمریکا هستند.

## دریافت
Yahsat 1A (Al Yah 1), 52.5 East
FRE: 11785 – POL: HOR – S/R: 27500 – FEC: 3/4
SID:0005
BISS: 03 A0 1B BE 20 C1 6D 4E